# アマミスミレ
アマミスミレ（奄美菫、学名: Viola amamiana Hatusima）は、スミレ科スミレ属の植物。
日本（奄美大島、沖縄島）固有種である。

## 解説
常緑の小さな渓流植物で、上流から中流域の、木漏れ日の当たる川岸の岩肌にへばりつく様に生える。葉は卵形で粗い鋸歯をもち、極端に小さく（葉身の長さ5-10 mm）、数ミリの葉柄で根本からロゼット状に広がる。花期は5 - 6月。高さ数センチほどの花茎の先に、直径約1センチの花をつける。花弁は白く、基部がやや緑色を帯び、唇弁と側弁の基部に赤紫の条斑がある。唇弁以外の花弁は倒卵形、側弁基部は無毛。唇弁は他の花弁に比べて小さく幅広い披針形。距は白く短い。萼や花茎には疎らに粗い毛が生える。

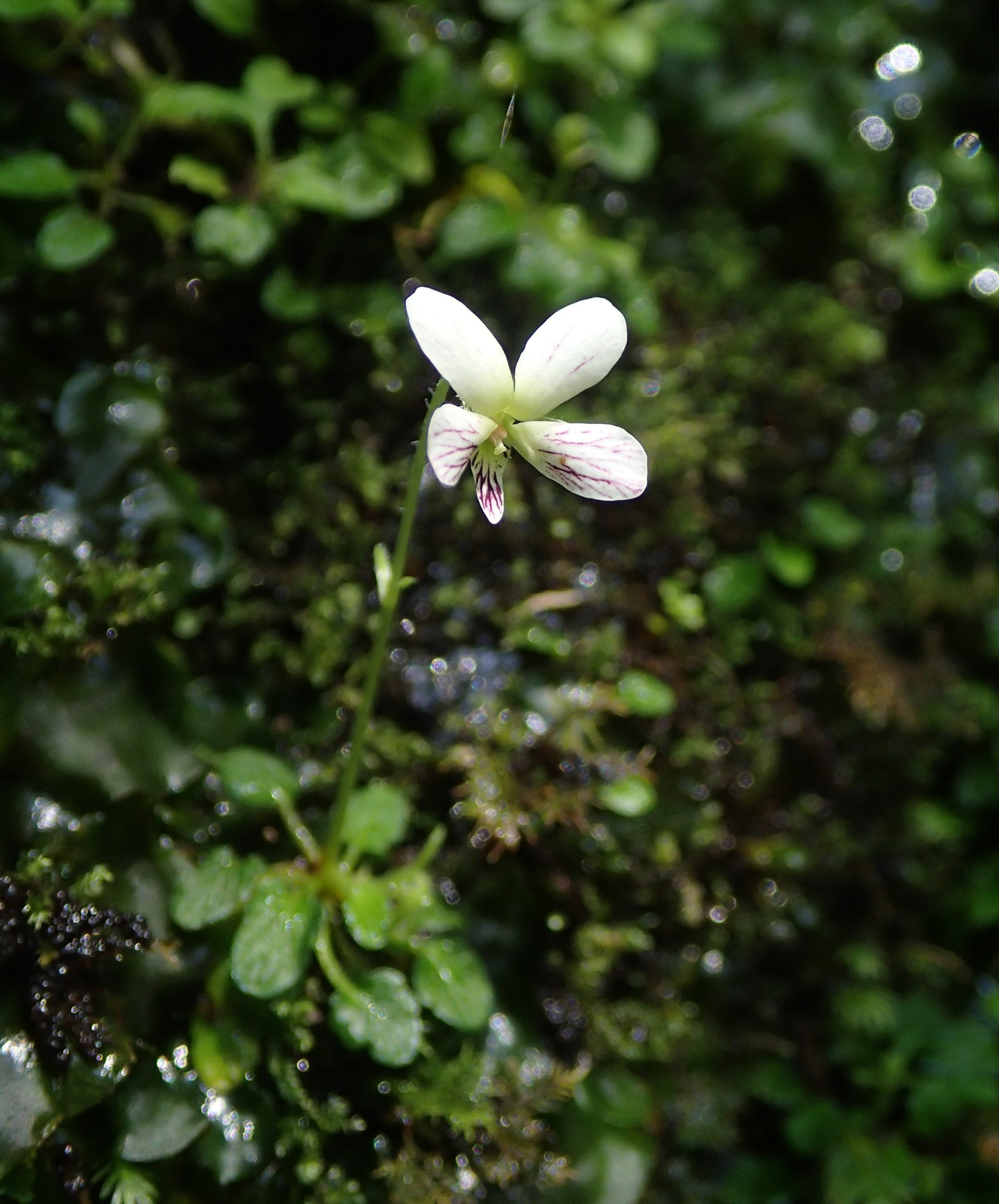
全体
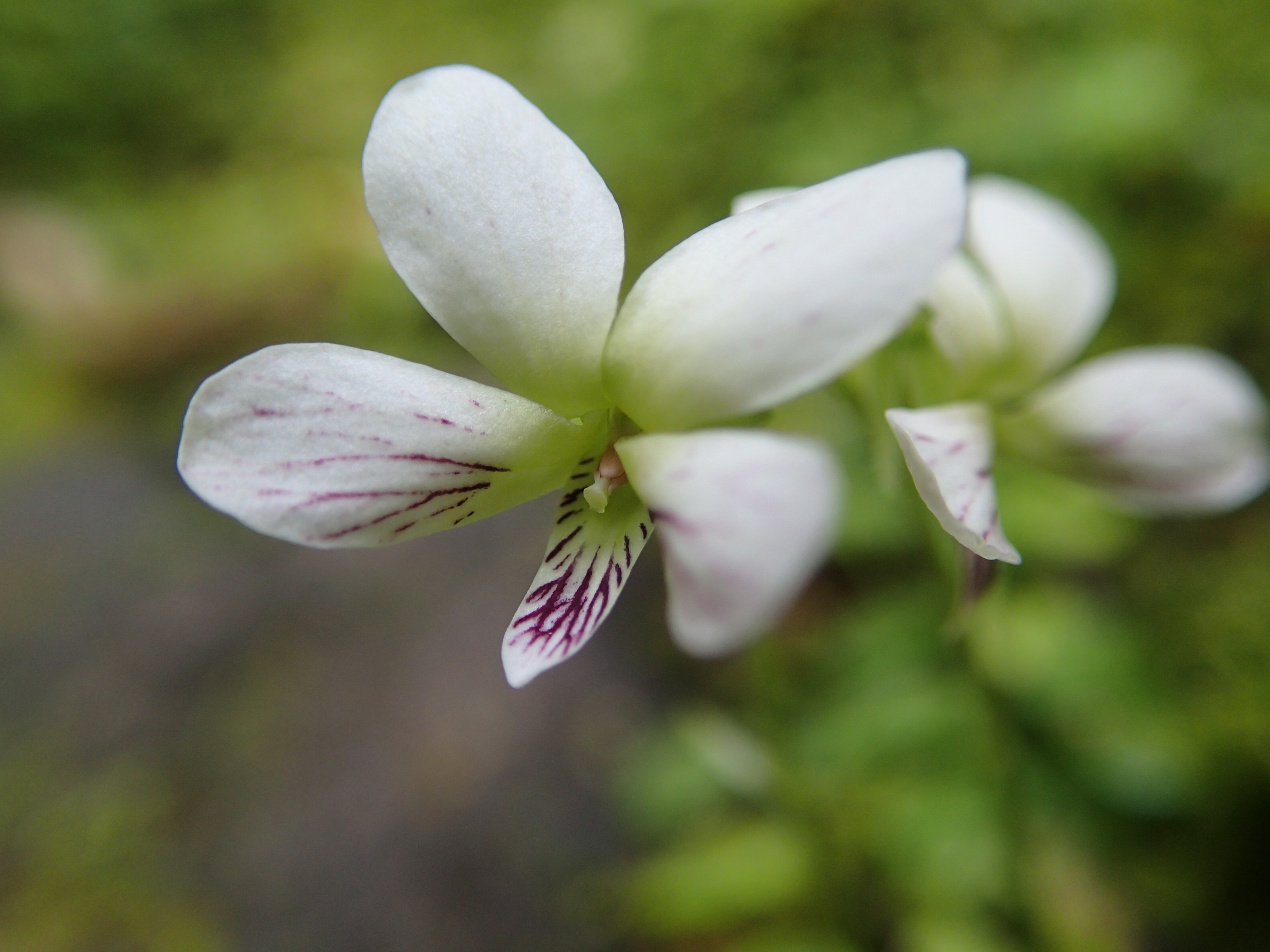
花
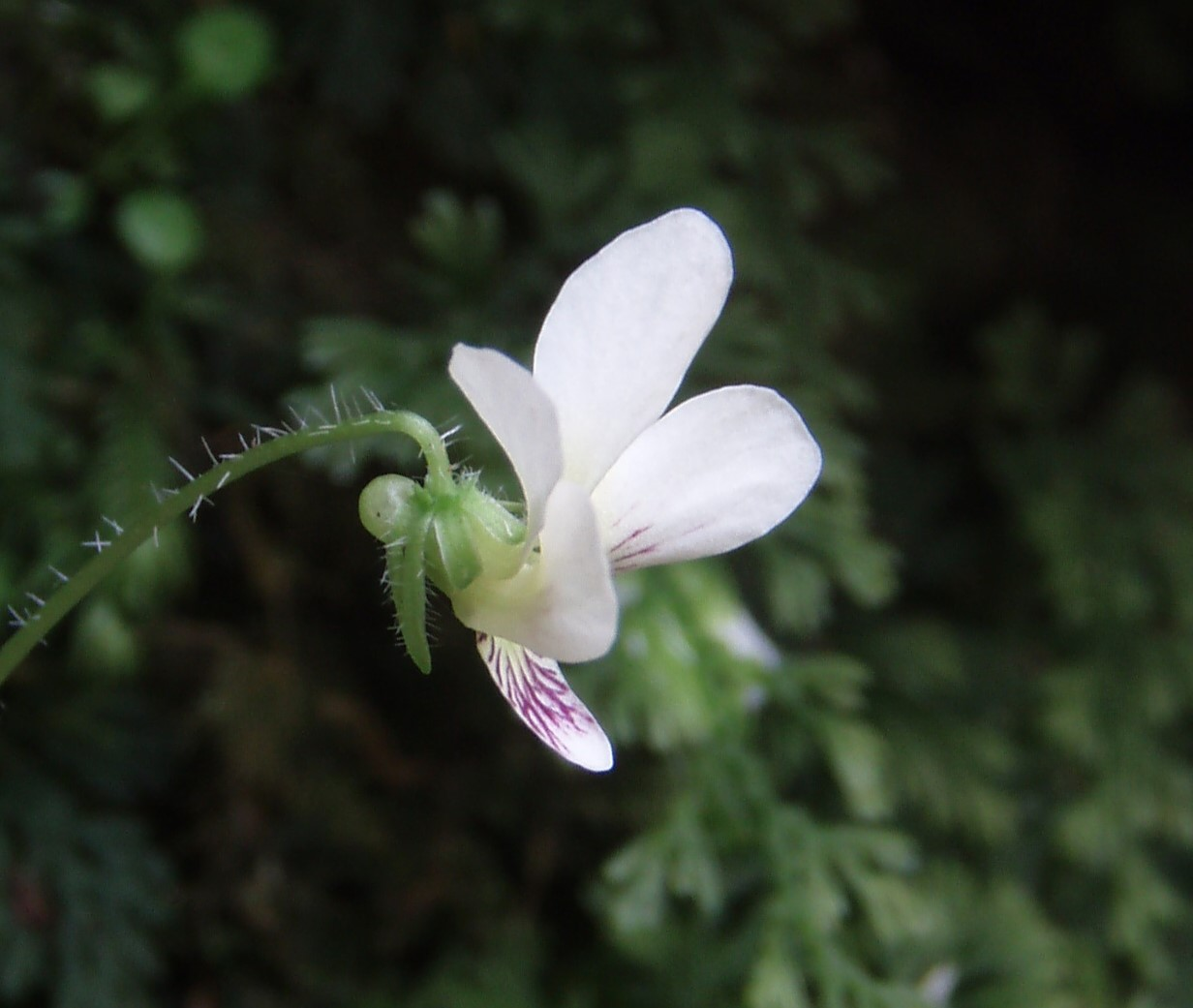
萼と距

同じ琉球列島固有種のヤクシマスミレやヤエヤマスミレと共にミヤマスミレ節とされる。しかし、DNA解析によればこれを支持する研究結果もあるが、別の研究ではツクシスミレ節に含まれるとする結果も示されている。2022年に出版されたスミレ属の総説では Plagiostigma 節のツクシスミレ亜節とされている。
奄美大島では、2013年（平成25年）より5市町村条例によって採取が禁止されており、また生育地はほぼ世界遺産登録地に含まれている。